# Patrimoni dell'umanità della Repubblica Ceca
I patrimoni dell'umanità della Repubblica Ceca sono i siti dichiarati dall'UNESCO come patrimonio dell'umanità in Repubblica Ceca, la quale è divenuta parte contraente della Convenzione sul patrimonio dell'umanità il 26 marzo 1993, come stato successore della Cecoslovacchia.
Al 2023 i siti iscritti nella Lista dei patrimoni dell'umanità sono diciassette, mentre tredici sono le candidature per nuove iscrizioni. I primi tre siti furono iscritti nella lista nel 1992, durante la sedicesima sessione del comitato del patrimonio mondiale: i centri storici di Český Krumlov, Praga e Telč. Gli altri siti furono aggiunti nel 1994, 1995, 1996, due nel 1998, 1999, 2000, 2001, 2003, due nel 2019, due nel 2021 e l'ultimo nel 2023. Sedici siti sono considerati culturali, secondo i criteri di selezione, uno naturale; tre sono parte di siti transnazionali.

## Siti del Patrimonio mondiale
| Foto | Sito | Luogo | Tipo                          | Anno | Descrizione |
| ---- | --- | --- | ----------------------------- | ---- | --- |
|      | Centro storico di Praga                                                                                       | Praga | Culturale (616; ii, iv, vi)   | 1992 | Costruite tra l'XI e il XVIII secolo, la Città Vecchia, la Città Piccola e la Città Nuova parlano della grande influenza architettonica e culturale di cui ha goduto questa città sin dal Medioevo. I numerosi magnifici monumenti, come il castello di Hradčany, la cattedrale di San Vito, il ponte Carlo e numerose chiese e palazzi, costruiti principalmente nel XIV secolo sotto l'imperatore del Sacro Romano Impero, Carlo IV. |
|      | Centro storico di Český Krumlov                                                                               | Český Krumlov | Culturale (617; iv)           | 1992 | Situata sulle rive del fiume Moldava, la città è stata costruita intorno a un castello del XIII secolo con elementi gotici, rinascimentali e barocchi. È un eccezionale esempio di piccola città medievale dell'Europa centrale il cui patrimonio architettonico è rimasto intatto grazie alla sua pacifica evoluzione nel corso di oltre cinque secoli. |
|      | Centro storico di Telč                                                                                        | Telč | Culturale (621; i, iv)        | 1992 | Le case di Telč, che sorge su una collina, erano originariamente costruite in legno. Dopo un incendio alla fine del XIV secolo, il paese fu ricostruito in pietra, circondato da mura e ulteriormente rafforzato da una rete di stagni artificiali. Il castello gotico della città fu ricostruito in stile gotico alla fine del XV secolo. |
|      | Chiesa del pellegrinaggio di San Giovanni Nepomuceno a Zelená Hora                                            | Žďár nad Sázavou | Culturale (690; iv)           | 1994 | Questa chiesa di pellegrinaggio, costruita in onore di San Giovanni Nepomuceno, si trova a Zelená Hora, non lontano da Ždár nad Sázavou in Moravia. Costruito all'inizio del XVIII secolo su una pianta a stella, è l'opera più insolita del grande architetto Jan Blažej Santini-Aichel, il cui stile molto originale cade tra il neogotico e il barocco. |
|      | Kutná Hora: centro storico della città con la Chiesa di Santa Barbara e la Chiesa di Nostra Signora di Sedlec | Kutná Hora | Culturale (732; ii, iv)       | 1995 | Kutná Hora si è sviluppata come risultato dello sfruttamento delle miniere d'argento. Nel XIV secolo divenne una città reale dotata di monumenti che simboleggiavano la sua prosperità. La Chiesa di Santa Barbara, gioiello del periodo tardo gotico, e la Cattedrale di Nostra Signora di Sedlec, restaurata in linea con il gusto barocco dell'inizio del XVIII secolo, influenzeranno l'architettura dell'Europa centrale. Questi capolavori oggi fanno parte di un tessuto urbano medievale ben conservato con alcune abitazioni private particolarmente belle. |
|      | Paesaggio culturale di Lednice-Valtice                                                                        | Distretto di Břeclav | Culturale (763; i, ii, iv)    | 1996 | Tra il XVII e il XX secolo, i duchi di Liechtenstein al potere trasformarono i loro domini nella Moravia meridionale in un paesaggio suggestivo, che ha unito l'architettura barocca (principalmente opera di Johann Bernhard Fischer von Erlach) e lo stile classico e neogotico dei castelli di Lednice e Valtice con la campagna modellata secondo i principi romantici inglesi dell'architettura del paesaggio. Con un'estensione di 200 km², è uno dei più grandi paesaggi artificiali d'Europa. |
|      | Giardini e castello a Kroměříž                                                                                | Kroměříž | Culturale (860; ii, iv)       | 1998 | Kroměříž si trova sul sito di un precedente guado attraverso il fiume Morava, ai piedi della catena montuosa Chřiby che domina la parte centrale della Moravia. I giardini e il castello di Kroměříž sono un esempio eccezionalmente completo e ben conservato di residenza principesca barocca europea e dei suoi giardini. |
|      | Villaggio storico di Holašovice                                                                               | Jankov | Culturale (861; ii, iv)       | 1998 | Holašovice è un esempio straordinariamente completo e ben conservato di un villaggio tradizionale dell'Europa centrale. Ha un gran numero di eccezionali edifici vernacolari del XVIII e XIX secolo in uno stile noto come "barocco popolare della Boemia meridionale" e conserva una pianta risalente al Medioevo. |
|      | Castello di Litomyšl                                                                                          | Litomyšl | Culturale (901; ii, iv)       | 1999 | Il castello di Litomyšl era originariamente un castello-porticato rinascimentale del tipo sviluppato prima in Italia e poi adottato e notevolmente sviluppato nell'Europa centrale nel XVI secolo. Il suo design e la sua decorazione sono particolarmente belli, comprese le caratteristiche tardo-barocche aggiunte nel XVIII secolo. Conserva intatto il ventaglio di fabbricati annessi legati a una residenza aristocratica di questo tipo. |
|      | Colonna della Santissima Trinità a Olomouc                                                                    | Olomouc | Culturale (859; i, iv)        | 2000 | Questa colonna commemorativa, eretta nei primi anni del XVIII secolo, è l'esempio più eccezionale di un tipo di monumento specifico dell'Europa centrale. La colonna, che raggiunge un'altezza di 35 m, è un esempio del caratteristico stile regionale noto come "barocco di Olomouc" ed è decorata con molte belle sculture religiose, opera dell'illustre artista moravo Ondřej Zahner. |
|      | Villa Tugendhat a Brno                                                                                        | Brno | Culturale (1052; ii, iv)      | 2001 | La Villa Tugendhat a Brno, progettata dall'architetto Mies van der Rohe, è un eccezionale esempio dello stile internazionale nel movimento architettonico moderno sviluppatosi in Europa negli anni '20. Il suo particolare valore risiede nell'applicazione di concetti spaziali ed estetici innovativi che mirano a soddisfare le nuove esigenze di stile di vita sfruttando le opportunità offerte dalla moderna produzione industriale. |
|      | Quartiere ebraico e Basilica di San Procopio a Třebíč                                                         | Třebíč | Culturale (1078; ii, iii)     | 2003 | L'insieme del quartiere ebraico, il vecchio cimitero ebraico e la Basilica di San Procopio a Třebíč ricordano la coesistenza di culture ebraiche e cristiane dal Medioevo al XX secolo. Il quartiere ebraico è una straordinaria testimonianza dei diversi aspetti della vita di questa comunità. La Basilica di San Procopio, costruita come parte del monastero benedettino all'inizio del XIII secolo, è un notevole esempio dell'influenza del patrimonio architettonico dell'Europa occidentale in questa regione. |
|      | Regione mineraria Erzgebirge/Krušnohoří                                                                       | Regione di Karlovy Vary, Regione di Ústí nad Labem (condiviso con la Germania) | Culturale (1478; ii, iii, iv) | 2019 | Gli Erzgebirge/Krušnohoří (Monti Metalliferi) si estendono su una regione nella Germania sud-orientale (Sassonia) e nella Boemia nord-occidentale, che contiene una ricchezza di diversi metalli sfruttati attraverso l'estrazione dal Medioevo in poi. La regione divenne la più importante fonte di minerale d'argento in Europa dal 1460 al 1560. L'estrazione mineraria fu il fattore scatenante per le innovazioni tecnologiche e scientifiche trasferite in tutto il mondo. Lo stagno è stato storicamente il secondo metallo ad essere estratto e lavorato nel sito. Alla fine del XIX secolo, la regione divenne un importante produttore mondiale di uranio. Il paesaggio culturale dei Monti Metalliferi è stato profondamente modellato da 800 anni di attività estrattiva quasi continua, dal XII al XX secolo, con estrazione mineraria, sistemi pionieristici di gestione dell'acqua, siti innovativi di lavorazione e fusione dei minerali e città minerarie. |
|      | Paesaggio dell'allevamento e dell'addestramento dei cavalli da tiro cerimoniali a Kladruby nad Labem          | Kladruby nad Labem | Culturale (1589; iv, v)       | 2019 | La proprietà è situata sulla pianura alluvionale del fiume Elba dove la struttura e l'uso funzionale di appezzamenti di terreno (pascoli, prati, boschi, campi, parco), rete di sentieri, viali, filari e gruppi di alberi così come gli alberi solitari, la rete di corsi d'acqua, l'insieme di edifici delle cascine e la composizione complessiva di queste componenti, comprese le relazioni funzionali tra loro, soddisfano pienamente le esigenze di allevamento e addestramento dei cavalli da tiro barocchi della razza Kladruber che venivano utilizzati durante le cerimonie alla corte imperiale degli Asburgo. La proprietà è un raro esempio della sintesi di due tipi di paesaggio culturale: paesaggio vivente e in via di sviluppo organico in cui domina la sua funzione chiave e il paesaggio artificiale progettato e creato intenzionalmente utilizzando i principi dell'architettura paesaggistica francese e inglese che è un eccezionale esempio di la fattoria decorativa specializzata - ferme ornée. La scuderia imperiale è stata fondata nel 1579 e da allora il suo paesaggio è stato utilizzato per questo scopo. |
|      | Grandi città termali d'Europa                                                                                 | Karlovy Vary, Františkovy Lázně, Mariánské Lázně (Altre 8 si trovano in Austria, Belgio, Francia, Germania, Italia e Regno Unito) | Culturale (1613; ii, iii)     | 2021 | La proprietà transnazionale seriale delle Grandi Terme d'Europa è un gruppo selezionato di città termali che è testimonianza di luoghi per la guarigione di dolori e malattie con acque minerali in genere prima che i farmaci industriali si sviluppassero nel XIX secolo. La serie comprende undici storiche città termali in sette stati europei dove l'integrità e l'autenticità delle parti componenti sono evidenti nella loro forma urbana e negli edifici termali componenti. Le componenti ceche del patrimonio seriale sono tre: Karlovy Vary, Františkovy Lázně e Mariánské Lázně. |
|      | Antiche faggete primordiali dei Carpazi e di altre regioni d'Europa                                           | Frýdlant, Oldřichov v Hájích, Raspenava, Hejnice, Bílý Potok, Lázně Libverda (altri 93 sono in Albania, Austria, Belgio, Bosnia ed Erzegovina, Bulgaria, Croazia, Francia, Germania, Italia, Macedonia del Nord, Polonia, Romania, Slovacchia, Slovenia, Spagna, Svizzera e Ucraina) | Naturale (1133; ix)           | 2021 | Questa proprietà transnazionale comprende 94 componenti in 18 paesi. Dalla fine dell'ultima era glaciale, il faggio europeo si è diffuso da poche aree di rifugio isolate nelle Alpi, Carpazi, Dinaridi, Mediterraneo e Pirenei in un breve periodo di poche migliaia di anni in un processo tuttora in corso. L'espansione di successo in un intero continente è legata all'adattabilità e alla tolleranza dell'albero alle diverse condizioni climatiche, geografiche e fisiche. In Cechia la serie comprende la Riserva naturale nazionale della faggeta dei Monti Iser (Jizerskohorské bučiny). |
|      | Žatec e il paesaggio del luppolo Saaz                                                                         | Žatec | Culturale (1558; iii, iv, v)  | 2023 | Questo paesaggio culturale è stato plasmato per secoli dalla tradizione vivente della coltivazione e del commercio della varietà di luppolo più famosa al mondo, utilizzata nella produzione di birra in tutto il mondo. La proprietà comprende campi di luppolo particolarmente fertili vicino al fiume Ohře, coltivati ininterrottamente da centinaia di anni, nonché borghi storici ed edifici utilizzati per la lavorazione del luppolo. Gli elementi urbani della proprietà includono il centro medievale di Žatec e la sua estensione industriale del XIX e XX secolo, conosciuta come il "sobborgo di Praga" (Pražské předměstí). Insieme, questi illustrano l'evoluzione dei processi agroindustriali e del sistema socio-economico di coltivazione, essiccazione, certificazione e commercio del luppolo dal Basso Medioevo ad oggi. |

## Siti candidati
| Foto | Sito | Luogo                                                          | Tipo                                | Anno       | Descrizione |
| ---- | --- | -------------------------------------------------------------- | ----------------------------------- | ---------- | --- |
|      | Case rinascimentali a Slavonice                                                                                            | Slavonice                                                      | Culturale (1507; i, ii, iv)         | 19/01/2001 | Il tesoro di Slavonice è costituito dallo straordinario e pregevole complesso di case borghesi del periodo tardo gotico e soprattutto del periodo rinascimentale. Dimore storiche residenziali definiscono ancora il carattere di tutto il nucleo storico della città. Le loro facciate coerenti intorno alle due piazze formano una meravigliosa atmosfera autentica. Il gruppo delle case borghesi più pregiate si è conservato non solo con la loro forma esterna con ricche decorazioni sulle facciate, portali in pietra e cornici di finestre, ma anche con la loro disposizione interna. |
|      | Cartiera di Velké Losiny                                                                                                   | Velké Losiny                                                   | Culturale (1508; ii, iv)            | 19/01/2001 | Essendo ancora un insieme storico funzionale di edifici associati alla fabbricazione della carta dalla fine del XVI secolo fino ai giorni nostri, la cartiera artigianale di Velké Losiny è un monumento tecnico unico. La cartiera è situata nell'ampia valle del fiume Desná vicino alla strada principale che attraversa la città, nella Moravia settentrionale. Secondo le fonti d'archivio, l'officina della carta vi sarebbe stata fondata dopo il 1591. L'attuale sede della cartiera è composta da otto edifici, la maggior parte dei quali sono interconnessi come richiesto dall'operatività tecnica. |
|      | Rete delle peschiere nel bacino di Třeboň                                                                                  | Třeboň                                                         | Culturale (1509; i, ii, iii, iv, v) | 19/01/2001 | Il bacino di Třeboň è un'area famosa in tutto il mondo della Boemia meridionale. La sua meravigliosa natura e il suo paesaggio, derivanti da sofisticati giochi d'acqua dell'uomo, sono moltiplicati da numerosi monumenti culturali di altissima qualità. Vi si possono ammirare ancora importanti opere tecniche storiche che hanno trasformato le foreste e le paludi originariamente impraticabili in una regione prospera. La piscicoltura avanzata, sviluppatasi a partire dal Medioevo, culminò nelle opere dei maestri rinascimentali costruttori di peschiere Štepanek Netolickjr, Ruthard di Malešsov e Jakub Krcin di Jelcany. Le opere tecniche più importanti nella regione di Třeboň comprendono le vasche per pesci del sistema di peschiere Rožmberk lungo il cosiddetto Canale d'Oro e il nuovo fiume artificiale costruiti nel XVI secolo.                                                |
|      | Città di rocce del Český ráj (Paradiso boemo)                                                                              | Boemia Centrale, Regione di Hradec Králové, Regione di Liberec | Naturale (1511)                     | 19/01/2001 | Il riconoscimento dei valori di questo territorio si è manifestato con la proclamazione della Riserva naturale di Prachovské skály nel 1933 e delle Aree paesaggistiche protette del Český ráj nel 1955, il primo grande territorio naturale protetto della Repubblica Ceca. I fenomeni principali nel territorio sono le città di roccia arenaria di età mesozoica con vari caratteri e vari stadi di sviluppo. Insieme alla ricca varietà di altre forme geomorfiche, le preziose componenti biotiche negli habitat nutritivi circostanti rendono questo territorio del tutto unico e gli conferiscono un altissimo valore estetico e scientifico. |
|      | Siti della Grande Moravia: insediamento fortificato slavo di Mikulčice - Chiesa di Santa Margherita di Antiochia a Kopčany | Mikulčice (Kopčany si trova in Slovacchia)                     | Culturale (1559; iii, iv)           | 06/07/2001 | La chiesa di Santa Margherita di Antiochia a Kopčany con il sito archeologico del cimitero vicino alla chiesa e dell'ante-navata (nartece) fa parte dell'insediamento fortificato slavo di Mikulčice, che è il monumento inamovibile più conservato dello stato slavo alto-medievale chiamato Grande Moravia. Il territorio si estende ai giorni nostri a cavallo dei confini delle Repubbliche Ceca e Slovacca. L'insediamento fortificato, il suo sito sotterraneo e una parte importante del pre-sito si estendono lungo il letto del fiume Morava nell'odierno territorio catastale di Mikulčice nella Repubblica Ceca. |
|      | Complessi industriali a Ostrava                                                                                            | Ostrava                                                        | Culturale (1560; i, iv, v)          | 06/07/2001 | I complessi industriali di Ostrava sono piuttosto unici nel contesto internazionale poiché comprendono, in un'unica località, miniere di carbone, cokerie e altiforni, rappresentando così la tecnologia completa e concentrata della produzione di ferro a base di antracite. Il patrimonio industriale di Ostrava è parte integrante dell'immagine di questo centro amministrativo regionale. È un documento storico dello sviluppo economico di Ostrava che, nel corso del XIX e XX secolo, si è trasformata da una città stagnante con un anello di villaggi satelliti e colonie minerarie emergenti in una grande città industriale. |
|      | Fortezza di Terezín | Terezín                                                        | Culturale (1561; i, ii, iv)         | 06/07/2001 | La fortezza di Terezín si erge nel paesaggio aperto come un monumento tecnico e urbano autonomo. Insieme al paese che racchiude, che per due secoli è stato un avamposto militare, sembra rientrare in quella categoria di città storiche già rappresentate nella Lista del patrimonio mondiale; a differenza di queste altre, tuttavia, che avevano una funzione residenziale prevalentemente civile, Terezín è un tipo unico di città fortificata, i cui disposizione, alloggi, edifici amministrativi e unità produttive hanno sostenuto la fortezza vera e propria fin dalle sue fondamenta, di cui sono contemporanei. Nella sua struttura e forma, nel frattempo, rappresenta l'apice di tre secoli di fortificazioni bastionate in Europa, non solo temporalmente ma anche qualitativamente. |
|      | Terme a Luhačovice | Luhačovice                                                     | Culturale (1562; i, ii, iii, iv)    | 06/07/2001 | Le terme di Luhačovice sono un complesso architettonico unico e prominente di edifici che, dalla fine del XIX secolo per tutti i primi tre decenni del XX secolo, hanno gradualmente formato la base dell'attuale città termale situata nella parte est della Moravia. Gli edifici termali di Luhačovice rappresentano, nel contesto globale, un esemplare unico di moderna architettura termale dell'inizio del XX secolo, ispirata all'architettura vernacolare. |
|      | Sculture di pietra di Betlém presso Kuks                                                                                   | Dvůr Králové nad Labem, Kuks                                   | Culturale (1563; i, ii, iv)         | 06/07/2001 | Il complesso di sculture rupestri chiamato Betlém a Nový Les vicino al villaggio di Kuks appartiene ai monumenti più importanti dell'alto barocco dell'Europa centrale. Esso è nato grazie all'iniziativa del colto e amante dell'arte conte Franz Anton von Sporck, un tipico cavaliere del periodo barocco. Il conte Sporck ha dato un contributo significativo allo sviluppo di molti campi della cultura barocca in Boemia. Il centro principale delle sue attività, a parte Praga, era la sua tenuta di campagna a Kuks dove, nei primi tre decenni del XVIII secolo, costruì un monumento unico di urbanistica barocca. Il complesso dell'ospedale e delle terme di Kuks, con il paesaggio circostante magnificamente abbellito da sculture e altre opere esterne incastonate nella natura, esprime le estreme polarità dell'estetica barocca.                                                        |
|      | Castello di Karlštejn | Karlštejn                                                      | Culturale (1564; i, ii, iv)         | 06/07/2001 | Il castello di Karlštejn colpisce per l'eccezionalità della sua vocazione ideologica, che ha assicurato che questa composizione architettonica fosse completata da decorazioni artistiche assolutamente uniche. Il castello fu costruito nel 1348-57 su uno sperone che si estende da un costone roccioso in un pittoresco paesaggio collinare a circa 30 km a sud-ovest della capitale ceca, Praga. La costruzione del castello fu l'elemento principale di un vasto programma con il quale il Sacro Romano Imperatore e re di Boemia, Carlo IV, cercò di elevare le terre della corona boema a centro culturale e politico di quello che allora era il più grande stato in Europa centrale. |
|      | Estensione del sito del patrimonio mondiale "Centro storico di Praga" con gli importanti monumenti nei suoi dintorni       | Praga                                                          | Culturale (1565; i, ii, iv)         | 06/07/2001 | L'estensione comprende un gruppo di tre edifici. La Villa Müller - una villa di famiglia progettata dall'architetto Adolf Loos in collaborazione con Karel Lhota, un'importante opera di architettura moderna degli anni '20, unica nel suo layout interno radicalmente nuovo, il Raumplan. L'abbazia di Břevnov - un monastero benedettino fondato nella prima era dello stato boemo indipendente con collegamenti funzionali al Castello di Praga. Si è conservato, dopo la ricostruzione, come un grande e magnifico complesso barocco con l'edificio dominante della chiesa di Santa Margherita, opera dell'architetto Christoph Dientzenhofer, costruita nel periodo dell'Alto Barocco. Il padiglione a stella con la sua riserva di caccia - un edificio rinascimentale, unico nel suo schema di costruzione e anche nella persona del suo progettista dilettante - l'Arciduca Ferdinando del Tirolo. |
|      | Albergo sulla vetta e antenna della televisione di Ještěd                                                                  | Liberec                                                        | Culturale (5152; i, ii, iv)         | 29/05/2007 | L'albergo in cima alla montagna Ještěd e il trasmettitore televisivo sono integrati in un'unica torre. La torre si trova sull'omonimo monte Ještěd, che è l'elemento più alto del massiccio del Lužické hory (Monti lusaziani) nella parte settentrionale della Repubblica Ceca. La vetta della montagna (1012 m sul livello del mare) si trova a circa 6 km dal centro di Liberec e costituisce un punto di riferimento nella regione. Il suo design è stato sviluppato durante il 1963-1966, la costruzione stessa è avvenuta nel 1966-1973. La forma dell'edificio di un iperboloide rotante combina fantasiosamente il funzionamento di un hotel in cima a una montagna e un trasmettitore televisivo. |
|      | Vecchio impianto di trattamento delle acque reflue di Praga-Bubeneč                                                        | Praga                                                          | Culturale (6485; ii, iv)            | 16/07/2020 | Il complesso del vecchio impianto di trattamento delle acque reflue, che oggi offre un'eccezionale testimonianza della gestione delle acque, dell'architettura e della tecnologia all'inizio del XX secolo, ospita un insieme di strutture di superficie e sotterranee. Il modo in cui è stato concepito il complesso riflette i processi tecnologici coinvolti nel trattamento delle acque reflue, che ha avuto luogo nel sottosuolo (camera di graniglia e chiarificatori). |